# Acianthera bragae
Acianthera bragae  es una especie de orquídea. Es originaria de Brasil donde se encuentra en la mata atlántica.

## Taxonomía
Acianthera bragae fue descrita por (Ruschi) F.Barros   y publicado en Hoehnea 30: 183. 2003.
Etimología
Etimología
Ver: Acianthera
Sinonimia
- Acianthera sarracenia (Luer) Pridgeon & M.W.Chase
- Geocalpa pubescens (Barb. Rodr.) Brieger
- Phloeophila pubescens (Barb.Rodr.) Garay
- Physosiphon bragae Ruschi	basónimo
- Physosiphon pubescens Barb.Rodr.
- Pleurothallis sarracenia Luer
- Sarracenella pubescens (Barb.Rodr.) Luer[3][4]